# São José de Ribamar
São José de Ribamar este un oraș în unitatea federativă Maranhão (MA), Brazilia.